# Guayllabamba (parroquia)
Guayllabamba es una parroquia ecuatoriana metropolitana rural perteneciente al cantón Quito,  en la provincia de Pichincha, ubicada a aproximadamente 25 km de Quito, la capital del Ecuador con la cual se comunica mediante la carretera Panamericana.
Es un centro agrícola y turístico por su clima subtropical y seco; sin embargo de la presencia de varios ríos: el Guayllabamba, el Pisque que bordean su geografía y ríos menores como el Quinche, el Uravía, el Chitayaco y el Coyago.
Hospeda desde agosto de 1997 al Zoológico Metropolitano.

## Toponimia
La palabra Guayllabamba proviene del idioma quichua: guaylla = verde y bamba = llano. Su nombre nativo fue “Inraquí”, que quiere decir pueblo.

## Historia
De los primeros habitantes asentados en los valles fértiles de Guayllabamba podemos recoger un estudio de Waldemar Espiñosa Soriano (1975) que afirma la presencia de mitimáes, especializados en actividades agrícolas, comercio, para colonizar y explotar tierras incultas, con el fin de descongestionar zonas densas y carentes de manejo de recursos naturales, además de establecer guarniciones de control político, militar o económicos en territorios no afectos al sistema inca.
Juan de Velasco en su Historia del Reino de Quito en la América Meridional señala: “El pueblo de Guayllabamba, situada perfectamente bajo la línea, es de clima algo caliente, expuesto a fiebres tercianas. Su territorio muy fértil, tiene algunas cañas de azúcar, y viñas modernamente plantadas.
El historiador y antropólogo Frank Salomón señala que en el camino de Cayambe, pasando por Guayllabamba, existía un complejo de puentes y tambos al que Guamán Poma (1913 – 1936: 1085) consideraba que tenían un carácter de pueblo, el cual era en los ojos de Cieza de León, impresionante aun en su decadencia posterior a 1540; en 1604 un testigo menciona “el camino viejo a Otavalo que pasa por los tambos viejos”. Otros cronistas le otorgan a Guayllabamba el carácter de sitio estratégico y aprovisionamiento en las guerras de conquista control los Cochasquies, Cayambis y Caranquis. Tomando en cuenta las investigaciones de Alcides Quinteros Paredes, quien le denomina a Inraquí (Guayllabamba), el Templo de los Shyris, el mirador estratégico, que desde el Templo del Caracol en la loma de Pucará, los Quitus, podían prevenir sus estrategias contra la presencia de invasores de asentamientos de la región norte.
Ya en la época de la colonia podemos configurar ya el asentamiento de grandes haciendas como las de Puruhantag, Doñana, la Victoria, Chaquibamba, San José de Doñana, La Sofía y otras con sus respectivas caracterizaciones en el orden social: el peonasgo con implantaciones migratorias desde el norte.
Guayllabamba por su ubicación geográfica, es un verdadero cuello de botella entre la región norte y el Centro Político de Quito. A esta parroquia le ha correspondido, convertirse en escenario de las Campañas Libertarias al mando de Simón Bolívar, Antonio José de Sucre, Mañuela Sáenz. Del archivo epistolar del Libertador, recogemos palabras de gratitud, agradecimiento y felicitación a los pobladores de Guayllabamba “manifiesta emocionado las demostraciones de afecto y su invalorable contribución a organizar un ejército `para someter a las sediosas tropas de Agualongo”.
La jurisdicción de Guayllabamba, fue testigo activa de las confrontaciones entre liberales y conservadores y otras acciones propias de espacios periféricos a la Gran Urbe.
Su legalización como Parroquia fue suscrita por el presidente Gabriel García Moreno el 28 de mayo de 1868.

## Geografía
Población: 18.000 habitantes,
La comunidad está organizada en barrios como Bellavista, San Luis de Bellavista, Pichincha, La Merced, La Concepción, Santa Ana, El Parque, San Luis, San Rafael, Cuatro Esquinas, San Lorenzo, El Paraíso, El Molino. Doña Ana, Sebauco, La Colina, Villacís, Chaquibamba, San Juan, Cachuco, La Sofía y San Mónica, San Vicente Alto, San Vicente Bajo, Altamira, Cooperativa Policía Nacional y San Pedro.

## Economía
Su economía radica en la agricultura y el turismo. Predominan los cultivos de aguacates, chirimoyas, tomate de árbol, pepino, granadilla, limón, tomate riñón, sandía, mora, alverja (arveja), fréjol, pimiento, caña de azúcar, chigualcanes, babacos y pepinillo así como existen muchas hectáreas destinadas a la floricultura orientada a la exportación de rosas y flores de verano especialmente de gypsphilia..
Las actividades turísticas se centran en la visita frecuente al Zoológico que alberga la colección más grande del país de fauna nativa abierta al público, con más de 50 especies de las diversas regiones del Ecuador, que van desde las llanuras andinas a los bosques tropicales del litoral, la Amazonia y las Islas Galápagos, en un terreno de 12 hectáreas que se extiende sobre varias laderas de bosque seco e incluye áreas de pic-nic y una cafetería.
Otras actividades incluyen la visita a hosterías y restaurantes para degustar la gastronomía típica local representada principalmente por el locros y las "Papas con Cuero".